# Gordon L. Locher
Gordon Lee Locher (* 28. September 1904; † 8. September 1964) war ein US-amerikanischer Physiker, der auf dem Gebiet der kosmischen Strahlung und zum Einfluss von Strahlung auf biologische Systeme arbeitete.

## Leben
Gordon L. Locher schloss seine akademische Ausbildung Anfang der 1930er Jahre an der Rice University in Houston, Texas ab, wo er sich mit der Untersuchung der kosmischen Strahlung befasste und an der Entwicklung von Teilchendetektoren mitwirkte. Diese Arbeiten setzte er anschließend als National Research Fellow bei der Bartol Research Foundation des Franklin Institute fort. Diese Forschungseinrichtung war auf dem Campus des Swarthmore College, Pennsylvania, angesiedelt. 1932 wurde er Fellow der American Physical Society.  Mitte der 1930er Jahre begann er mit Untersuchungen zum Einfluss von Strahlung auf biologische Systeme. 1936 entwickelte er in einer Arbeit die Idee der Bor-Neutroneneinfangtherapie (englisch Boron Neutron Capture Therapy, BNCT) zur Krebsbehandlung. Er gehörte zu den ersten Physikern, die sich mit dem schädlichen Einfluss der Neutronenstrahlung auf Lebewesen beschäftigten.
Nach einer Auseinandersetzung über die Autorschaft wissenschaftlicher Ergebnisse verließ er Ende der 1930er Jahre die Bartol Research Foundation.
1949 gründete er die Firma Western Radiation Laboratory in Los Angeles. Er starb am 8. September 1964 und wurde auf einem Friedhof im Los Angeles County beerdigt.